# Cerocephala aquila
Cerocephala aquila är en stekelart som först beskrevs av Girault 1920.  Cerocephala aquila ingår i släktet Cerocephala och familjen puppglanssteklar. Inga underarter finns listade i Catalogue of Life.